# Lagerfriedhof des KZ Đakovo

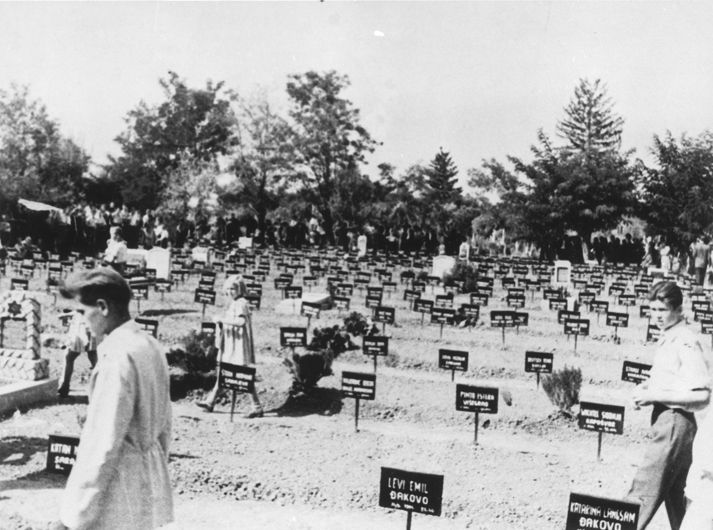
Blick auf den Jüdischen Friedhof im Arbeitslager Đakovo

Der Lagerfriedhof des KZ Đakovo oder  KZ Djakovo ist eine Gedenkstätte für die Opfer des KZ Đakovo. Das Konzentrationslager befand sich in der Stadt Đakovo im Unabhängigen Staat Kroatien (NDH) während des Zweiten Weltkriegs. Auf dem Friedhof sind 569 Opfer der kroatisch-faschistischen Ustascha bestattet, größtenteils jüdische und serbische Frauen und Kinder. Im KZ Đakovo waren zwischen Dezember 1941 und Juli 1942 mehrere tausend Frauen und Kinder, aus Sammelpunkten in Sarajevo und anderen Orten in Bosnien, Herzegowina und Slawonien, interniert. Dort kam es zu schweren Erkrankungen und Hunger sowie Folterungen, Misshandlungen, Vergewaltigungen und Ermordungen von Frauen und Kindern. Er ist der einzige Lagerfriedhof eines KZs von zahlreichen in Kroatien.

## Geschichte
Der Totengräber Stephan Kolb (1886–1945) war für die Beerdigung, Dokumentationen und Aufzeichnung der Opfer verantwortlich. Laut Kolbs Aufzeichnungen, der dort von 1910 bis 1945 tätig war, war Mazlata Katan das erste Opfer, welches auf dem Friedhof begraben wurde. Sie kam aus Sarajevo und wurde am 9. Dezember 1941 begraben. Katan wurde 65 Jahre alt. Im Laufe der Zeit wurde der Friedhof jedoch vernachlässigt. Ebenfalls kam es zur Grabschändung lokaler Vandalen. In den letzten Jahren begann eine Restaurierung des Friedhofs, der heute als Gedenkstätte dient. Schließlich wurden viele Grabsteine erneuert, dabei wurden einige von Yad Vashem in Zusammenarbeit mit Lea Maestro aus Sarajevo gespendet. Maestro war zu der Zeit Leiterin eines Forschungs- und Restaurierungsprojektes, welches im Zusammenhang mit dem Friedhof und den Opfern des KZ stand. Unterstützung fand die Restaurierung durch das Jüdische Historische Museum Belgrad aus Serbien, den Mitgliedern der jüdischen Gemeinden des ehemaligen Jugoslawien und der jüdischen Gemeinde Sarajevos.